# Stamboom Johanna van Polanen (1392-1445)
Dit is de stamboom van Johanna van Polanen (1392-1445).
| Stamboom Johanna van Polanen (1392-1445)                                            | Stamboom Johanna van Polanen (1392-1445)                                                                                        | Stamboom Johanna van Polanen (1392-1445)                         | Stamboom Johanna van Polanen (1392-1445)                         | Stamboom Johanna van Polanen (1392-1445)           | Stamboom Johanna van Polanen (1392-1445)           | Stamboom Johanna van Polanen (1392-1445)           |
| ----------------------------------------------------------------------------------- | --- | ---------------------------------------------------------------- | ---------------------------------------------------------------- | -------------------------------------------------- | -------------------------------------------------- | -------------------------------------------------- |
| Grootouders                                                                         | Jan II van Polanen (±1324-1378) x 1340 Oda van Horne (1318-1353)                                                                | Jan II van Polanen (±1324-1378) x 1340 Oda van Horne (1318-1353) | Jan II van Polanen (±1324-1378) x 1340 Oda van Horne (1318-1353) | ?                                                  | ?                                                  | ?                                                  |
| Ouders                                                                              | Jan III van Polanen (±1340-1394) x Odilia van Salm                                                                              | Jan III van Polanen (±1340-1394) x Odilia van Salm               | Jan III van Polanen (±1340-1394) x Odilia van Salm               | Jan III van Polanen (±1340-1394) x Odilia van Salm | Jan III van Polanen (±1340-1394) x Odilia van Salm | Jan III van Polanen (±1340-1394) x Odilia van Salm |
| Johanna van Polanen (1392-1445) x 1403 Engelbrecht I van Nassau-Siegen (±1370-1442) | |                                                                  |                                                                  |                                                    |                                                    |                                                    |
| Kinderen                                                                            | Johan IV (1410-1475) x 1440 Maria van Loon-Heinsberg (1424-1502)                                                                | Hendrik II (1414-1451)                                           | Margaretha (1415-1467)                                           | Willem (1416-?)                                    | Maria (1418-1472)                                  | Filips (1420- 1429)                                |
| Kleinkinderen                                                                       | Anna (±1441-1514) Johanna (±1444-±1468) Odillia (±1445-1493) Adriana (1449-1477) Engelbrecht II (1451-1504) Johan V (1455-1516) | ?                                                                | ?                                                                | ?                                                  | ?                                                  | ?                                                  |